# Raja Mirchi
Raja Mirchi, född 27 april 2007 i Vomb i Skåne län, är en svensk varmblodig travhäst. Han tränades och kördes Lutfi Kolgjini.
Raja Mirchi tävlade åren 2009–2014 och sprang in 8,7 miljoner kronor på 60 starter varav 24 segrar, 8 andraplatser och 2 tredjeplatser. Han tog karriärens största segrar i Svensk Uppfödningslöpning (2009), Ulf Thoresens Minneslopp (2010), Premio Going Kronos (2010), Svenskt Trav-Kriterium (2010), Svenskt Mästerskap (2012) och Prix Ténor de Baune (2013).
Han deltog i världens största travlopp Prix d'Amérique en gång (2013) och världens största sprinterlopp Elitloppet två gånger (2013, 2014).
Efter travkarriären blev han avelshingst och fick sina första avkommor 2012. Han har lämnat efter sig stjärnhästar som Treasure Kronos (2012), Target Kronos (2012), Platon Face (2012), Rajesh Face (2013), Cyber Lane (2013) och Calamara's Girl (2014).

## Karriär

### Tiden som unghäst (2009–2012)
Raja Mirchi föddes i Sverige och sattes i träning hos Jägersro-tränaren Lutfi Kolgjini i augusti 2008. Kolgjini var dock inblandad i Raja Mirchi från födelsen och var med natten den 27 april 2007 då Raja Mirchis mor Dame Lavec skulle föla. Raja Mirchi gick ett första kvallopp på Jägersro den 26 maj 2009. Han togs ett par veckor senare till USA för att inleda sin tävlingskarriär där. Han debuterade i ett lopp över distansen 1609 meter på Meadowlands Racetrack den 31 juli 2009, men galopperade bort sina möjligheter i loppet. I debuten kördes han av Ronald Pierce. Han gjorde ytterligare en start den 6 augusti, han kördes då av Lutfi Kolgjini, men slutade återigen oplacerad efter att ha galopperat i loppet. Efter de misslyckade starterna i USA återvände han hem till Sverige. Han debuterade på svensk mark den 6 oktober 2009 i ett lopp över 1640 meter på Jägersro. Han segrade direkt i debuten. Han var därefter obesegrad i sina åtta första starter i Sverige. Under dessa åtta första starter vann han bland annat Svensk Uppfödningslöpning den 28 november 2009 på Jägersro. En seger som därmed blev hans första sexsiffriga seger och första seger i ett Grupp 1-lopp. Efter säsongen 2009 utsågs han till "Årets 2-åring" vid den svenska Hästgalan.
Karriärens första förlust i Sverige kom den 30 maj 2010 i Treåringseliten under Elitloppshelgen på Solvalla, där han slutade oplacerad efter att ha galopperat. Under sommaren vann han sedan bland annat Ulf Thoresens Minneslopp den 18 juli och Premio Going Kronos den 27 juli under Hugo Åbergskvällen på Jägersro. Den 3 oktober 2010 vann han finalen av Svenskt Travkriterium på Solvalla. Han vann på kilometertiden 1.13,8 över 2640 meter med autostart, vilket var nytt svenskt rekord för treåringar och fram till 2013 års upplaga den snabbaste vinnartiden någonsin i Svenskt Travkriterium. Efter säsongen 2010 utsågs han till "Årets 3-åring" vid den svenska Hästgalan.
Säsongen 2011 årsdebuterade han i Ragnar Thorngrens Minne den 31 mars 2011 på Åbytravet, där han kom på andraplats. Senare under våren kom han bland annat på fjärdeplats i Konung Gustaf V:s Pokal. Under sommaren segrade han bland annat i Gran Premio Tino Triossi den 29 juni på Ippodromo Tor di Valle i Rom i Italien. Han startade i ett uttagningslopp till finalen av Svenskt Travderby den 23 augusti på Jägersro. Han var storfavorit spelad till oddset 1,7 för 10, men galopperade i loppet och slutade sist i fältet. Han gick därefter till vintervila.

### Tiden i världseliten (2012–2014)

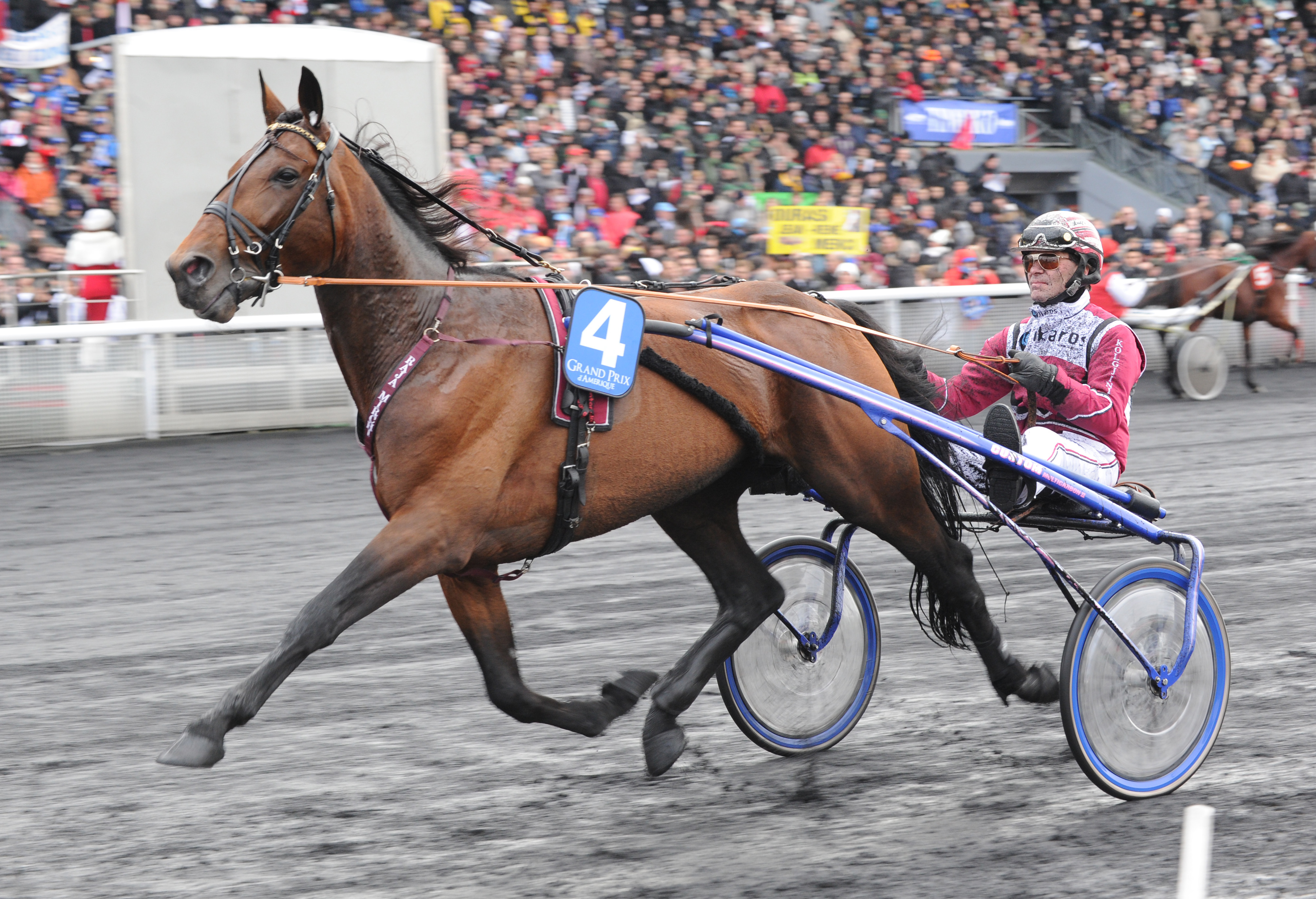
Kolgjini och Raja Mirchi inför Prix d'Amérique i januari 2013.

Säsongen 2012 årsdebuterade han den 16 april i ett femåringslopp på Mantorpstravet. Han slutade på andraplats i årsdebuten. Årsdebuten följdes upp med en seger i Europamatchen den 13 maj under Oslo Grand Prix-dagen på Bjerke Travbane i Norge. Den 15 augusti kom han på tredjeplats i Jubileumspokalen på Solvalla. Drygt två månader senare vann han Svenskt Mästerskap den 13 oktober på Åbytravet med fem längder. I denna start tävlade han barfota runt om för första gången i karriären. Han vann på segertiden 1.13,0 över 2640 meter, vilket var nytt banrekord över distansen på Åbytravet.
Den 13 januari 2013 segrade han i Prix Ténor de Baune på Vincennesbanan utanför Paris i Frankrike. I och med segern säkrade han en plats i världens största travlopp Prix d'Amérique. Den 27 januari 2013 startade han i Prix d'Amérique, men slutade oplacerad.
Den 20 april 2013 startade han i Olympiatravets final på Åbytravet, där han slutade oplacerad efter att ha galopperat i loppet. Därefter startade han i Oslo Grand Prix den 12 maj på Bjerke Travbane, där han kom på fjärdeplats. Han blev ett par dagar efter starten i Oslo inbjuden till 2013 års upplaga av Elitloppet på Solvalla. Den 26 maj gick Elitloppet av stapeln. Han kom på andraplats i sitt försökslopp och kvalificerade sig därmed för final. I finalen senare under eftermiddagen slutade han på femteplats bakom vinnaren Nahar. Efter Elitloppet startade han under sommaren i Årjängs Stora Sprinterlopp den 13 juli, Hugo Åbergs Memorial den 30 juli och Sundsvall Open Trot den 24 augusti – men slutade oplacerad i samtliga av dessa tre starter.
Säsongen 2014 årsdebuterade han i ett Gulddivisionsförsök den 1 mars på Kalmartravet, och segrade direkt i årsdebuten. Han kom därefter på fjärdeplats i Gulddivisionens final den 15 mars på Åbytravet. Han deltog i Elitloppet på Solvalla för andra gången i karriären i 2014 års upplaga den 25 maj 2014. Han kom på andraplats i sitt försökslopp och kvalificerade sig därmed för finalen senare samma eftermiddag. Han startade från spår 4 i finalen, men galopperade bort sina möjligheter och slutade oplacerad. Han startade sedan även i Oslo Grand Prix för andra gången i karriären den 8 juni, där han kom på sjätteplats efter att ha galopperat under loppet och tappat mark. Den 14 juni startade han i Norrbottens Stora Pris på Bodentravet, där han kom på andraplats (slagen med en hals av Nahar).
Raja Mirchi slutade att tävla 2014, efter att han drabbats av en slagskada i hagen. Starten i Norrbottens Stora Pris blev därmed karriärens sista start.

## Utmärkelser och nomineringar
- Nominerad och utsedd till "Årets 2-åring" vid Hästgalan 2009.[7]
- Nominerad och utsedd till "Årets 3-åring" vid Hästgalan 2010.[11]

## Statistik

### Löpningsrekord
| Datum           | Bana      | Lopp                       | Tid     | Distans | Startmetod           | Kusk           |
| --------------- | --------- | -------------------------- | ------- | ------- | -------------------- | -------------- |
| 25 maj 2014     | Solvalla  | Elitloppet, försök         | 1.08,9  | 1 609 m | amerikansk autostart | Lutfi Kolgjini |
| 13 juli 2013    | Årjäng    | Årjängs Stora Sprinterlopp | 1.11,8g | 1 640 m | autostart            | Erik Adielsson |
| 15 juni 2013    | Vincennes | Prix René Ballière         | 1.10,7  | 2 100 m | autostart            | Lutfi Kolgjini |
| 24 augusti 2013 | Bergsåker | Sundsvall Open Trot        | 1.11,4  | 2 140 m | autostart            | Erik Adielsson |
| 13 oktober 2012 | Åby       | Svenskt Mästerskap         | 1.13,0  | 2 640 m | autostart            | Lutfi Kolgjini |
| 13 januari 2013 | Vincennes | Prix Ténor de Baune        | 1.12,8  | 2 700 m | fransk voltstart     | Lutfi Kolgjini |
| 9 december 2013 | Halmstad  | Stayerlopp                 | 1.15,0  | 3 180 m | voltstart            | Lutfi Kolgjini |